# Mihăești (Olt)
Mihăeşti è un comune della Romania di 1 880 abitanti, ubicato nel distretto di Olt, nella regione storica della Muntenia. 
Il comune è formato dall'unione di 2 villaggi: Bușca e Mihăești.